# Das gewisse Etwas der Frauen
Das gewisse Etwas der Frauen (Originaltitel: Come imparai ad amare le donne) ist eine Komödie aus dem Jahr 1966. Die italienisch-französisch-deutsche Koproduktion entstand unter der Regie von Luciano Salce.

## Handlung
Der junge, attraktive Roberto wird im Internat von der Frau des Direktors in die Liebe eingeführt. Derart ausgebildet, entflieht Roberto der Enge des Internats, um die Frauen kennenzulernen. Zuerst landet er in den Armen einer Rallyefahrerin (Elsa Martinelli). Die nächste Liebeserfahrung sammelt er bei einer Schauspielerin (Anita Ekberg). Die amourösen Abenteuer, in die Roberto gerät, werden episodenhaft aneinandergereiht. Durch die Protektion seiner jeweiligen Geliebten steigt er bis zum Direktor eines Hubschrauberwerks auf.

## Synchronisation
Die Synchronarbeiten fanden bei der Studio Hamburg Atelier Betriebs GmbH statt. Die Dialogregie führte Willibald Eser.
| Rolle                      | Besetzung         | Deutsche Synchronstimmen |
| -------------------------- | ----------------- | ------------------------ |
| Roberto Monti              | Robert Hoffmann   | Robert Hoffmann          |
| Dr. Francesca Marcos       | Michèle Mercier   | Marion Degler            |
| Baronessa Laura            | Nadja Tiller      | Nadja Tiller             |
| Monica, die Rallyefahrerin | Elsa Martinelli   | Renate Heilmeyer         |
| Margaret Joyce             | Anita Ekberg      | Gisela Trowe             |
| Olga                       | Zarah Leander     | Zarah Leander            |
| Marcel Schüssel            | Heinz Erhardt     | Heinz Erhardt            |
| Internatsdirektor          | Gianrico Tedeschi | Siegmar Schneider        |
| Renzino                    | Vittorio Caprioli | Friedrich Schütter       |

## Produktion
Das gewisse Etwas der Frauen wurde im Studio Hamburg gedreht. Die Drehorte der Außenaufnahmen waren Rom, die Toskana, Sizilien, der Comer See und Hamburg. Uraufführung hatte der Film am 23. November 1966.

## Kritik
Das Lexikon des internationalen Films bezeichnete den Film als plumpen Versuch einer modernen Schelmengeschichte, die ohne Witz und Schwung inszeniert wurde. Auch der Evangelische Film-Beobachter hält nicht viel von dem Streifen: „Überzogenes und langweiliges Lust-Spiel, das zwar nicht mit weiblichen Reizen, wohl aber mit Witz und Geist geizt. Trotz Starbesetzung auch ab 18 überflüssig.“